# Alice Robert
L’Alice Robert est un navire cargo français lancé en 1934, devenu navire de guerre allemand puis coulé en 1944 au large de Port-Vendres.

## Histoire
L’Alice Robert est construit en 1934 à Nakskov (au Danemark) pour la Compagnie franco-coloniale de navigation.
C'est un cargo réfrigéré affecté au transport des bananes entre les colonies françaises et les ports de Bordeaux et Nantes.
De 1939 à 1942, il effectue des liaisons avec Dakar et Casablanca, et pour sa défense il est armé de deux canons de 90 mm.
Après l'occupation des ports de la façade atlantique, il a pour port de destination Marseille.
Après l'Opération Anton en 1942, l’Alice Robert est transformé par la marine allemande en escorteur rapide, et est rebaptisé SG11. Il fait désormais partie de la Kriegsmarine.
À partir de 1944, le SG11 est affecté à la 6e Sicherungsflottille et basé à Port-Vendres.
Le navire contenant un importante quantité de munitions, une première campagne de dépollution pyrotechnique est organisée en juin 2020, suivie d'une deuxième en octobre 2022. À chaque fois, toute activité proche de l'épave est interdite, due à la dangerosité des travaux,.

## Naufrage
Le 2 juin 1944, alors qu'il sort en compagnie du SG21 (ex Amiral Sénès, navire de la classe Chamois), pour une mission de lutte anti sous-marine, il est coupé en deux par une torpille du sous-marin anglais HMS Ultor, et il coule au large de Port-Vendres.

## Plongée
- Profondeur mini : 25 m (en haut du mât)
- Profondeur maxi : 50 m (au pied de l'étrave)

Cette épave est l'une des plus plongées de la Côte Vermeille, car elle est relativement bien conservée, et elle est une véritable oasis de vie pour la faune sous-marine. La partie principale, depuis la proue jusqu'à la cassure à l'arrière du château, repose à l'horizontale sur le fond de sable ; le mât qui se détache dans le bleu est emblématique de l'épave.
Son armement est impressionnant, avec notamment un canon à la proue, deux canons sur tourelles de part et d'autre du mât, un double canon sur tourelle au-dessus du château, et un autre canon dressé vers la surface au niveau de la cassure.
De nombreux obus sont encore visibles sur le pont et dans les cales.
La faune est particulièrement riche. Des nuées d'anthias colorent les coursives, des congres se sont établis dans les puits de chaîne des deux ancres, quelques langoustes ont élu domicile dans les cales. Enfin, des anémones bijoux multicolores ont recouvert une grande partie de l'épave.
Les conditions de plongée sont parfois rendues difficiles par le courant, la faible visibilité, et les nombreux filets qui recouvrent et endommagent régulièrement l'épave.
La partie cassée de la poupe du bananier est située 350 m à l'est de la partie principale. Longue d'environ 15 m et reposant fortement inclinée, elle supporte un canon et elle est entièrement couverte de filets colonisés par des spirographes.

## Galerie

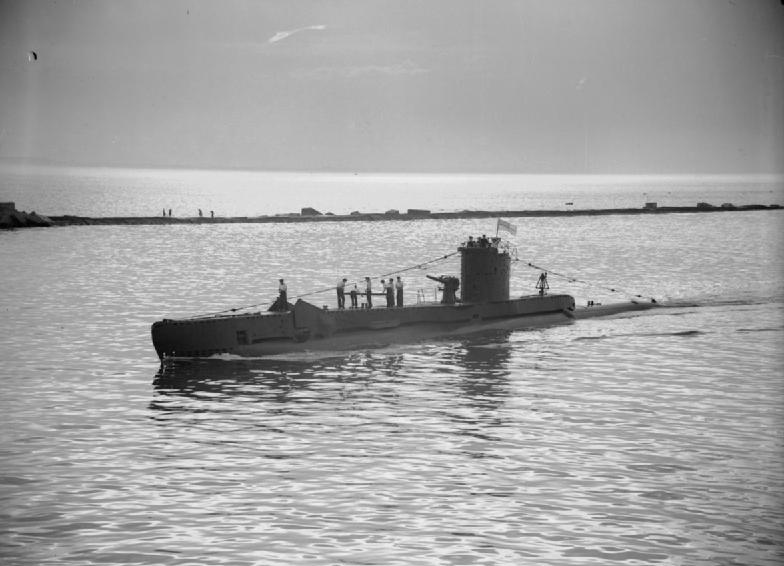
HMS Ultor
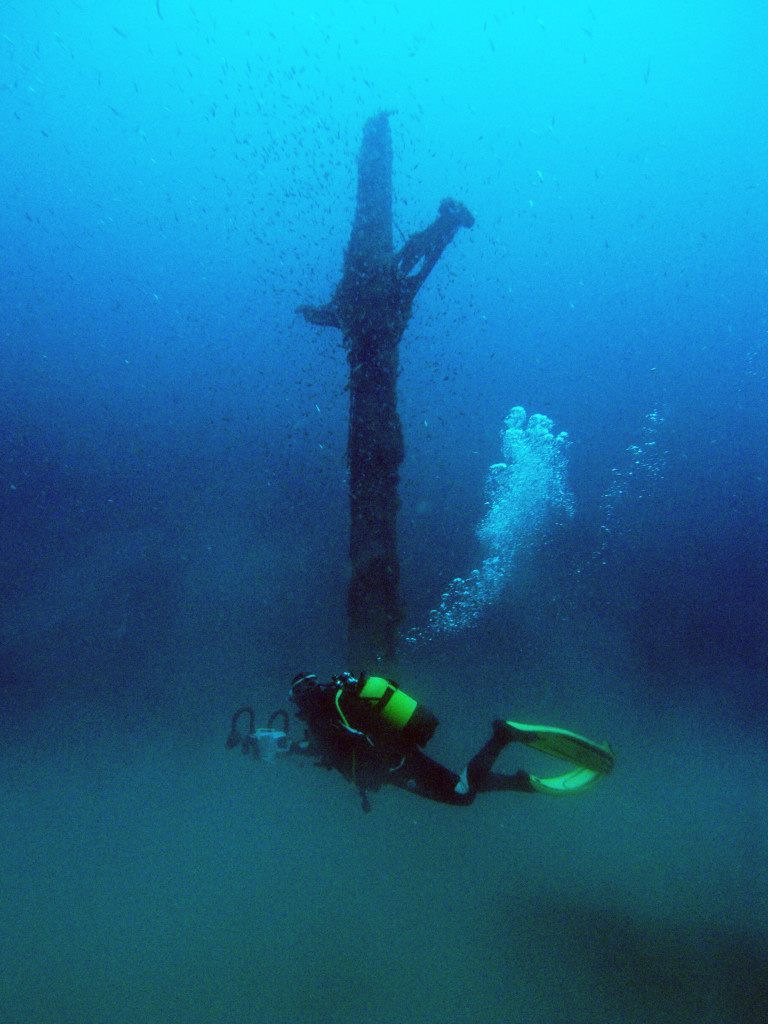
Le mât de l'épave
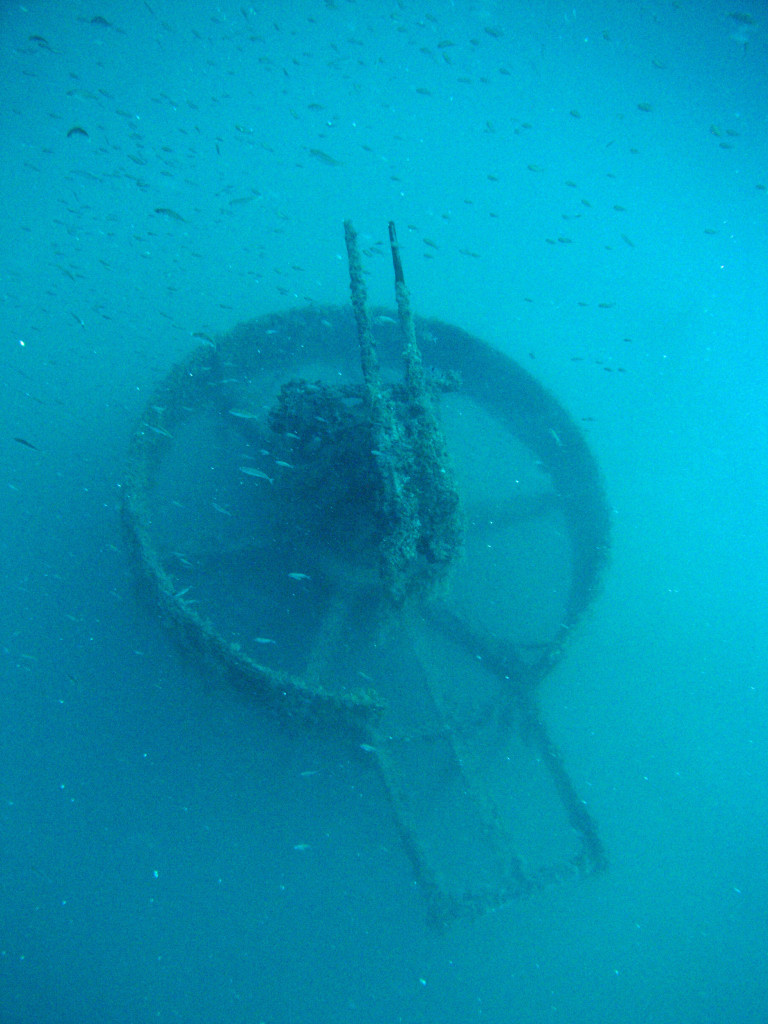
Double canon
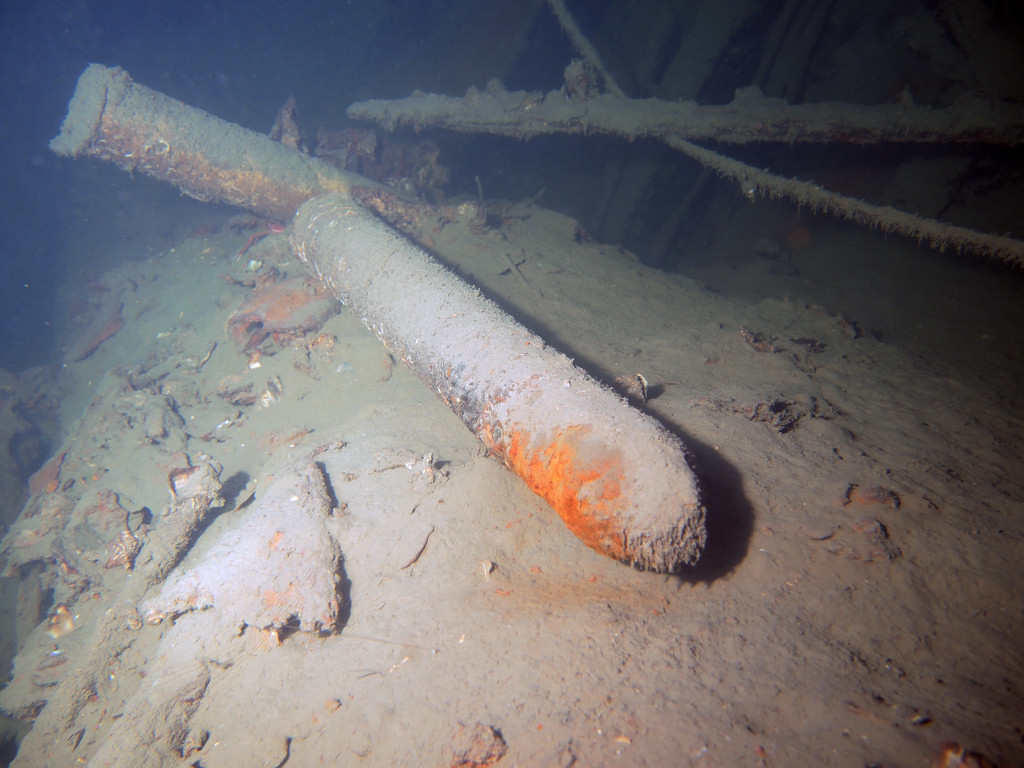
Obus dans la cale avant
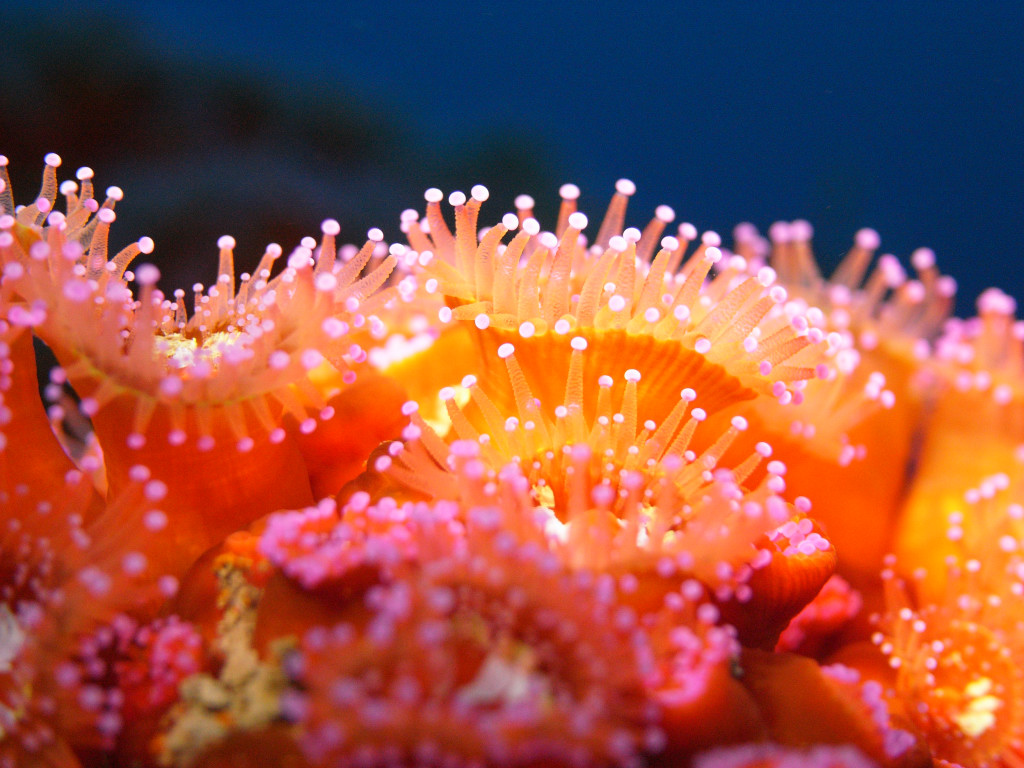
Anémones bijoux

## Sources
- Les Trois Vies de l’Alice Robert, par Laurent Urios et Sylvain Astrié  (ISBN 978-2-7466-6951-2)
- Les Épaves de la Côte Vermeille, Histoire et exploration par Hervé Levano  (ISBN 2-9513339-0-0)
- Le Sommeil des Epaves, Patrice Strazzera 1998  (ISBN 2-9512389-0-8)
- Le Sommeil des Epaves - Les Souvenirs, Patrice Strazzera 2000  (ISBN 2-9512389-1-6)
- La Flotte Frigorifique Française 1869-1990, Hans Pedersen 1990  (ISBN 978-295043 8904)
- Les Naufrages en Languedoc-Roussillon, vol13, J. P. Joncheray, 1985
- Port-Vendres : Camp retranché allemand sur la Méditerranée, La Wehrmacht à Port-Vendres, du 12 novembre 1942 au 19 août 1944, par Christian Xancho, Éditions Mare nostrum 2004  (ISBN 978-290847 6361)
- 100 belles plongées en Languedoc Roussillon, par Eric Dutrieux, Sébastien Thorin et Jean-Yves Jouvenel, éditions GAP, 2005  (ISBN 978-274170 3082)
- Marines Yachting-Guerre-Commerce no 9, septembre/octobre 1990 : article L'Odyssée de l'Alice Robert par Marc Saibène  (ISSN 0998-8475)
- Subaqua no 258, janvier/février 2015 : article Les Trois Vies de l'Alice Robert par Laurent Urios  (ISSN 0990-0845)
- Fortunes de mer et épaves dans le Parc naturel marin du golfe du Lion, 1850-2018, par Laurent Urios, Hervé Levano et Patrice Strazzera 2018  (ISBN 978-2-9513-3391-8)
- Vidéo de plongée sur l’Alice Robert, par Bleu Vidéo, octobre 2010